# Апрельские забастовки в Беларуси (1991)
Апрельские забастовки в Белоруссии в 1991 году (бел. Красавіцкія забастоўкі ў Беларусі (1991)) — череда протестов и забастовок в городах Белорусской ССР в апреле 1991 года.

## Предыстория
В результате экономических реформ в рамках политики перестройки и ускорения, экономика СССР, а следовательно и экономика БССР, переживала глубокий кризис с сопутствующим кризису товарным дефицитом.
Напряжённая социальная обстановка и ранее вызывала забастовки рабочих в Белоруссии. Так, в 1989 году забастовку устраивали шахтёры из Солигорска, а в 1990 году бастовали работники предприятия «Гомсельмаш».
С целью снижения социальной напряжённости, избавления от избыточной денежной массы и решения проблемы товарного дефицита, правительством Валентина Павлова была проведена денежная реформа, в ходе которой, помимо изъятия из обращения ряда банкнот, было принято постановление Кабинета министров СССР № 105 от 19 марта 1991 «О реформе розничных цен и социальной защите населения». В результате деятельность Кабинета Министров свелась к двукратному повышению цен со 2 апреля 1991 года. Повышение цен на розничные товары и стало поводом для проведения забастовок на предприятиях Белорусской ССР.

## Ход забастовки
3 апреля в ответ на повышение цен началась забастовка на Минском электротехническом заводе. В этот же день к бастующим электротехнического завода присоединились работники близлежащих Минского завода шестерен и Минского завода автоматических линий. 4 апреля к забастовке присоединились работники Минского автомобильного завода. В этот же день бастующие рабочие совершили марш от своих предприятий к Дому правительства.
По воспоминаниям Сергея Антончика, одного из организаторов забастовок, в марше, помимо работников вышеперечисленных предприятий, принимали участие и работники Минского тракторного завода и «Интеграла»:
И когда я увидел, как идёт через мост тёмная туча людей с «Интеграла», как идут колонны с тракторного, автозавода, было ощущение большого праздника свободы. Люди ощущали себя людьми. В Беларуси никогда такого не было. Беларусь всегда была тихая, спокойная, прокоммунистическая страна в составе СССР. А в этот момент люди ощутили себя будто те белорусские воины, которые сражались за независимость. Те как бы родились снова в облике этих рабочих. Было счастье свободы, лёгкости, что мы можем потребовать и добиться исполнения наших прав.
Оригинальный текст (бел.)«І калі я бачыў, як ідзе праз мост цёмная хмара людзей з «Інтэгралу», як ідуць калёны з трактарнага, аўтазаводу, то было адчуваньне вялікага сьвята свабоды. Людзі адчулі сябе людзьмі. У Беларусі гэтага ніколі не было. Беларусь заўсёды была ціхая, спакойная, пракамуністычная краіна ў складзе СССР. А ў гэты момант людзі адчулі сябе нібы тыя беларускія ваяры, якія змагаліся за незалежнасьць. Тыя як бы нарадзіліся зноў у выглядзе гэтых рабочых. Было шчасьце свабоды, лёгкасьці, што мы можам патрабаваць і дамагацца выкананьня нашых правоў
На митинге у Дома правительства бастующими были выдвинуты как экономические требования (повышение заработной платы соответственно росту цен), так и политические (отставка президента СССР М. С. Горбачёва и отставка правительств БССР и СССР). Требования рабочих впоследствии поддержал будущий президент Республики Беларусь Александр Лукашенко, который в то время был народным депутатом Верховного Совета БССР. Также в Минске, а впоследствии и в Орше, Молодечно, Борисове, Солигорске, Лиде и Гомеле были созданы стачечные комитеты, целью которых была координация забастовок.
10 апреля Совет министров БССР пошёл на переговоры с забастовщиками. В результате переговоров были удовлетворены экономические требования рабочих, было произведено инфляционное повышение зарплат. Однако политические требования стачкомов удовлетворены не были, вследствие чего лидеры забастовочного движения объявили о возобновлении стачек с 23 апреля.
Пиком апрельского забастовочного движения в Белоруссии является перекрытие железнодорожного узла в Орше 24 апреля, которое продолжалось два дня до 26 апреля. 26 апреля представители стачкома Орши направились в Минск на переговоры, которые не дали никакого результата. В итоге блокада железной дороги была снята, а после событий в Орше забастовочное движение в Белоруссии пошло на спад.

## Итоги
Как отмечалось ранее, в ходе забастовок Совет министров БССР выполнил экономические требования рабочих, однако политические требования удовлетворены не были.
На базе стачечных комитетов, которые были созданы в ходе забастовок на предприятиях, позднее были созданы первичные профсоюзные комитеты так называемых «независимых» профсоюзов, которые впоследствии стали группироваться в региональные профсоюзные объединения, что послужило знаковым этапом в развитии профсоюзного движения в Белоруссии.